# Giulietta Masina
Giulietta Masina [vysl. džuljeta mazína] (vlastním jménem Giulia Anna Masina) (* 22. února 1921
San Giorgio di Piano/Bologna - 23. března 1994 Řím) byla italská herečka, manželka Federica Felliniho.

## Život
Byla dcerou učitele a studovala v Římě dějiny umění, archeologii a filosofii. Už jako studentka hrála v divadle, kde se také seznámila se svým pozdějším manželem F. Fellinim. Po svatbě roku 1943 se věnovala pouze herectví, nejprve v divadle a později stále víc ve filmu. Hrála jak tragické, tak také naivně komediální role.
Její největší úspěchy jsou spojeny s filmy jejího manžela, například jako Gelsomina ve filmu „Silnice“ (La Strada), ve filmech „Cabiriiny noci“, „Giulietta a duchové“ nebo po boku M. Mastroianniho jako stárnoucí tanečnice Ginger Rogers ve filmu „Ginger a Fred“. Za své role získala řadu ocenění, například cenu „David di Donatello“ nebo ceny za nejlepší herecký výkon na Filmovém festivalu v Cannes. Jinak pracovala také jako scenáristka pro televizi. Po smrti manžela, o níž se dozvěděla cestou domů z návštěvy v nemocnici, trpěla rakovinou a brzy zemřela.

## Nejznámější filmy

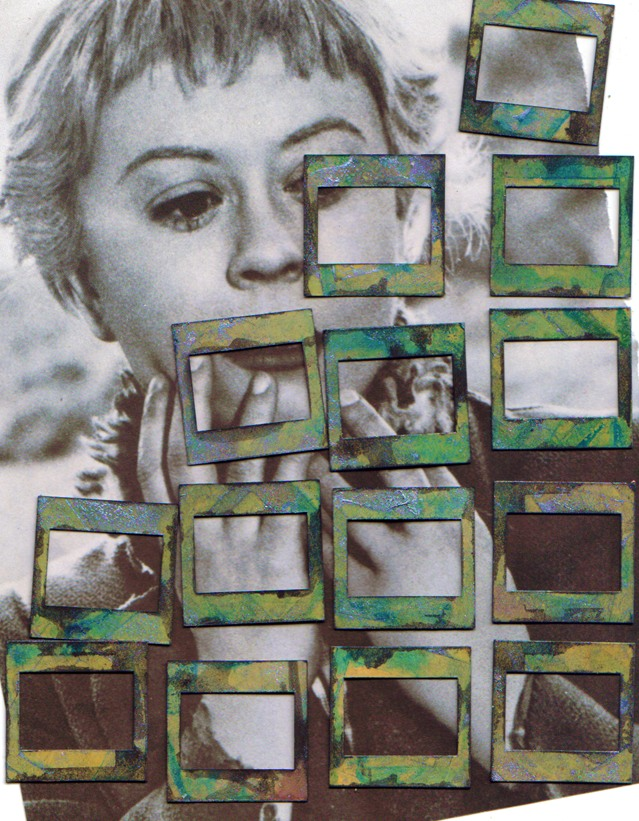
Giulietta Masina

- 1951: Světla varieté (Luci del varietà)
- 1952: Europa 51
- 1954: Silnice (La strada)
- 1957: Cabiriiny noci (Le notti di Cabiria)
- 1965: Giulietta a duchové (Giulietta degli spiriti)
- 1969: Bláznivá z Chaillot (The Madwoman of Chaillot)
- 1985: Ginger a Fred (Ginger e Fred)
- 1985: Perinbaba

## Ocenění
- 1951: Cena David di Donatello jako nejlepší herečka ve „Světlech variété“
- 1957: Cena David di Donatello jako nejlepší herečka v „Cabiriiných nocích“
- 1957: „Zlatá mušle“ na filmovém festivalu v San Sebastianu jako nejlepší herečka v „Cabiriiných nocích“
- 1957: Nejlepší ženský herecký výkon na Festivalu v Cannes za „Cabiriiny noci“